# Gyrtona scotialis
Gyrtona scotialis är en fjärilsart som beskrevs av George Francis Hampson 1918. Gyrtona scotialis ingår i släktet Gyrtona och familjen nattflyn. Inga underarter finns listade i Catalogue of Life.